# Rośliny poduszkowe

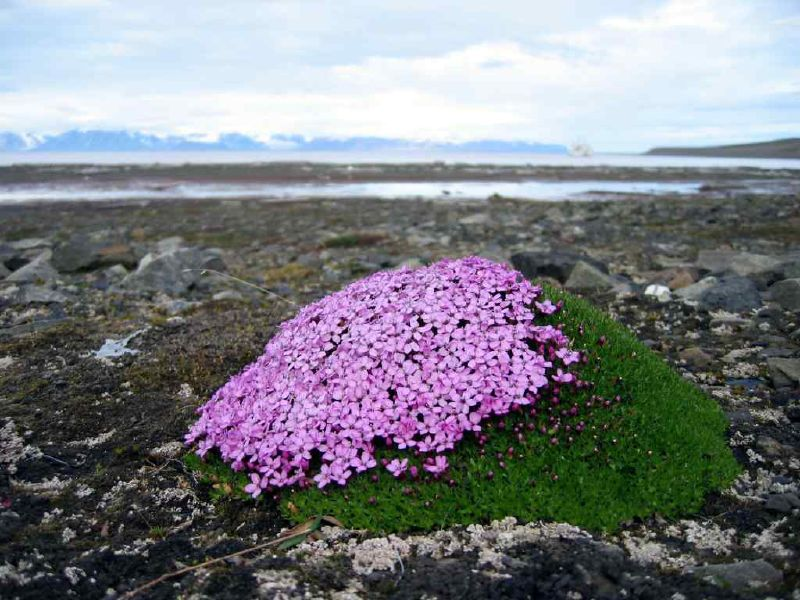
Poduszka lepnicy bezłodygowej podczas kwitnienia

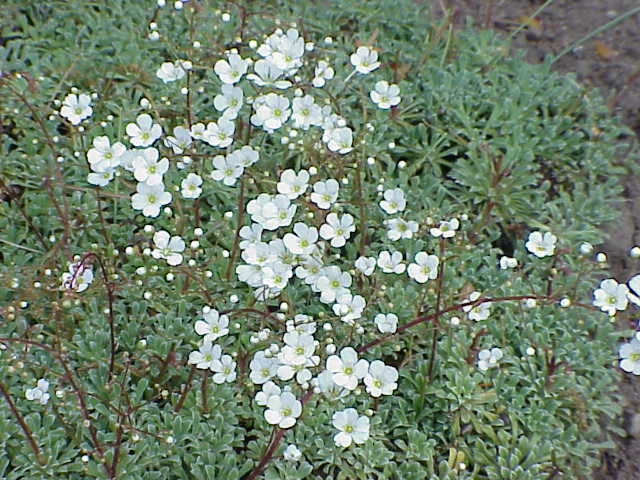
Saxifraga cochlearis

Rośliny poduszkowe – grupa roślin należących do chamefitów. Są to niskie rośliny, o rozgałęzionych i skupionych blisko siebie pędach, tak, że tworzą przylegającą do podłoża płaską, lub półkulistą poduszkę. Rośliny takie występują w obszarach o surowym klimacie wysokogórskim, w tundrze, na pustyniach i półpustyniach. Niski wzrost i ciasne zbicie się liści rośliny w poduszkę daje jej lepszą ochronę przed zimnem, silnymi wiatrami, zapobiega nadmiernej utracie wody przez parowanie oraz pozwala wykorzystać ciepło nagrzanego przez słońce gruntu. Po zewnętrznej stronie tej poduszki znajdują się żywe liście.
Wewnątrz poduszki znajdują się obumarłe liście oraz nawiany przez wiatr pył. Umożliwia to zgromadzenie wewnątrz poduszki wody, która następnie może być pobierana przez roślinę za pomocą korzeni przybyszowych, wnikających do środka poduszki.
W Polsce typowymi przedstawicielami roślin poduszkowych są: mokrzyca rozchodnikowata, lepnica bezłodygowa, skalnica tatrzańska, skalnica seledynowa. Wszystkie te rośliny są oreofitami i rosną wysoko w górach.